# Haha

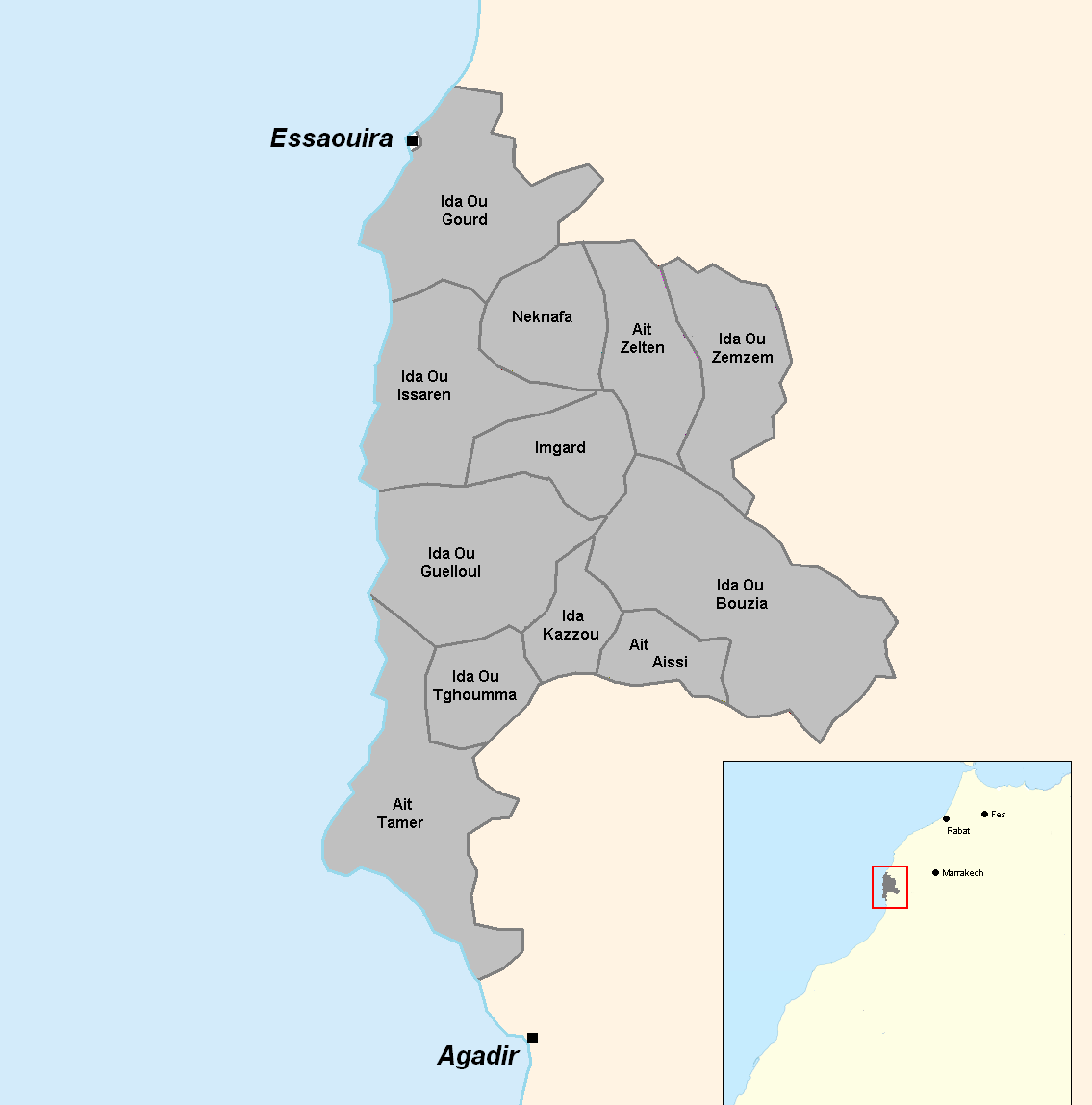
Mapa de la situació territorial dels 12 clans haha

Haha és un confederació tribal (ihahan) amaziga del Marroc del grup dels masmuda sedentaris, que viu a les planes a l'oest de l'alt Atles, fins a l'oceà Atlàntic. A la meitat del segle xx eren uns cent mil. Tenen molt poca sang àrab. La seva llengua és el tashelit (chleuh) però entenen l'àrab popular. Formen part de la Confederació chleuh. Viuen sobretot en el territori situat entre Essaouira i la vall de Souss, principalment a la Costa Atlàntica.

## Història
Al segle xi apareixen per primer cop quan van entrar al moviment almoràvit i després a l'almohade. A la caiguda dels almohades van restar quasi independents però nominalment subjectes als marínides i pagant tribut a grups de nòmades àrabs deportats a la zona pels almohades, especialment els Harith i els Kalabiya. Lleó l'Africà els assigna un territori més extens que aquell en què viuen modernament, arribant fins al riu Asif al-Mal, i el seu temps encara alguns grups pagaven tribut als nòmades àrabs, però ja no sense oposició; llavors vivien al país força jueus que modernament van desaparèixer. Als segles XV a XVIII van fer la guerra santa contra els portuguesos, en períodes concrets. El fundador de la dinastia sadita fou enterrat al seu territori, a Afughal fins que fou traslladat a Marràqueix el 1523. El 1594 un cos de 600 homes del país fou enviat a Tombuctú pel sultà Ahmad al-Mansur a canvi de la promesa de la condonació de tota taxa o impost.
La fundació de Mogador (al-Sawira) el 1765 va facilitar la bona relació entre la dinastia sadita i el haha del nord. Els del sud tenien com a centre a Tamanar, i van restar semi-independents fins al temps del protectorat francès, tot i que un makhzan o governador marroquí estava establert a la zona.